# Филипп VI (король Испании)
Фили́пп VI (исп. Felipe VI de Borbón y Grecia, Фели́пе Хуа́н Па́бло Альфо́нсо де То́дос лос Са́нтос де Бурбо́н и Гре́сия; род. 30 января 1968, Мадрид) — король Испании с 19 июня 2014 года.
С 1977 по 2014 год — принц Астурийский, Жиронский и Вианский, герцог Монбланский, граф Серверский, сеньор Балагер.
Вступил на престол после отречения своего отца, короля Хуана Карлоса I.

## Биография
Родился в клинике Нуэстра-Сеньора-де-Лорето в Мадриде 30 января 1968 года. К моменту рождения Фелипе у его родителей уже было две дочери: инфанта Елена (род. 20 декабря 1963) и инфанта Кристина (род. 13 июня 1965). При рождении Филипп получил титул инфанта. Он был крещён во дворце Сарсуэла под Мадридом. Крёстными родителями инфанта стали его дед граф Барселонский Хуан де Бурбон и его прабабушка королева Виктория Евгения.
Со дня провозглашения королём его отца (22 ноября 1975 года) инфант Фелипе стал наследником престола, а в 1977 году получил титулы принца Астурийского, принца Жиронского и принца Вианского. 30 января 1986 года, когда ему исполнилось 18 лет, Фелипе принёс присягу на верность Конституции и королю в испанском Парламенте, полностью приняв на себя роль наследника испанской короны.

## Образование
Принц Филипп окончил среднюю школу «Санта Мария де лос Росалес» (Santa María de los Rosales) в Мадриде в 1984 году.
Затем он провел год в Канаде в школе Lakefield College School.
С сентября 1985 по июль 1988 года обучался в Военной академии в Сарагосе, в школе ВМС в Марине и в Академии ВВС в Сан-Хавьере.
С октября 1988 по июнь 1993 года изучал юриспруденцию и экономику в Мадридском автономном университете.
В мае 1995 года получил диплом магистра в области международных отношений Джорджтаунского университета (США).

## Участие в Олимпийских играх
Был членом олимпийской сборной Испании по парусному спорту на летних Олимпийских играх 1992 года в Барселоне. Принимал участие в церемонии открытия в качестве знаменосца олимпийской сборной. В соревнованиях трёхместных лодок занял шестое место, был удостоен олимпийского диплома. Его отец, мать и старшая сестра инфанта Кристина тоже участвовали в Олимпийских играх в парусном спорте, но при этом Фелипе добился наивысшего в семье успеха: Хуан Карлос занял 15-е место в 1972 году в Мюнхене, а принцесса Кристина была 20-й в 1988 году в Сеуле. В 1960 году София принимала участие в Олимпийских играх в качестве дополнительного члена команды греческих мастеров парусного спорта.

## Государственная и общественная деятельность

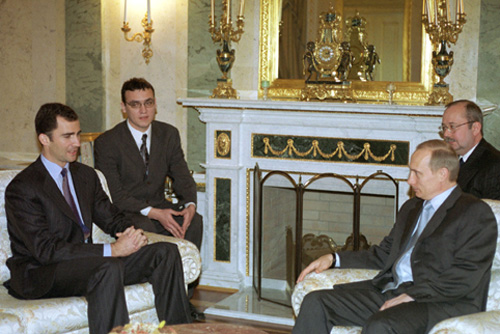
С президентом России В.В. Путиным 7 февраля 2002 года

В качестве официального представителя Испании посетил многие государства мира, специализируясь на отношениях с Ближним Востоком, Северной Африкой, Латинской Америкой, проблемах экономического и социального развития, культурных вопросах.
С 5 по 9 февраля 2002 года совершил официальный визит в Российскую Федерацию. В ходе визита встретился с Президентом Российской Федерации В. В. Путиным и другими официальными лицами. В рамках празднования 25-летия восстановления дипломатических отношений между Россией и Испанией открыл испанский культурный центр — московское отделение Института Сервантеса и выставку в Российской государственной библиотеке.
С 23 июня по 27 июня 2003 года, по приглашению Путина, вновь посетил Россию. В течение визита посетил Москву и Санкт-Петербург. В Москве, 23 июня 2003 года, встретился с Президентом России. В Санкт-Петербурге посетил Государственный Эрмитаж, один из военных кораблей Балтийского флота. Посетил центр МЧС России в Ногинске, Звёздный городок, открыл ярмарку, посвящённую экономическим возможностям Испании.
Посещал подразделения Вооружённых сил Испании в Боснии и Герцеговине (2002), Афганистане (2008) и других странах.
2 июня 2014 года в прямом эфире премьер-министр Испании Мариано Рахой заявил, что «Его величество король Хуан Карлос откажется от престола в пользу своего сына, принца Фелипе», отметив, что, «в соответствии с конституцией Испании, должен быть принят специальный закон, который позволит взойти на престол наследному принцу Фелипе» и «испанский парламент в скором времени одобрит данный закон и провозгласит принца Фелипе королём Испании».

## Правление
19 июня прошла церемония восшествия принца Фелипе на престол в качестве нового короля Испании под именем Филиппа VI. На следующее утро, после получения статуса главнокомандующего Вооружёнными Силами от отца, он был официально приведён к присяге и провозглашен королём на заседании Генеральных ко́ртесов Испании. Он поклялся соблюдать Конституцию Испании, прежде чем официально был провозглашён королём. Он стал самым молодым монархом в Европе, будучи на девять месяцев моложе, чем король Нидерландов Виллем-Александр.
Как король, Филипп VI имеет довольно обширные формальные полномочия. Он является хранителем Конституции, несёт ответственность за её соблюдение. Он является номинально главой исполнительной власти, ожидается, что он будет, как отец, придерживаться в основном церемониальной и представительской роли, действуя в основном по рекомендации правительства. Он указывал в своей тронной речи в парламенте, в день своей коронации, что будет «верным слугой государства, который готов выслушать и понять, предупредить и посоветовать, а также всегда защищать государственные интересы». Опрос, проведённый компанией «Эль Паис», указывает на то, что большинство испанцев одобряют, чтобы Филипп VI играл большую роль в политике, и 75 % из 600 опрошенных заявили, что они одобряют, если он лично с политическими партиями достигнет соглашения по национальным проблемам. По данным опроса газеты «Эль Мундо», Филипп VI более популярен, чем его отец.
В июне 2014 года Филипп VI стал первым испанским монархом, который признавал и принимал во Дворце ЛГБТ-организацию. Филипп VI также изменил протокол для того, чтобы позволить людям принять присягу без распятия и Библии. В своей первой зарубежной поездке в качестве монарха Филипп VI и королева Летисия встретились с папой римским Франциском 30 июня 2014 года в Апостольском Дворце. Впоследствии они встретились с госсекретарем Ватикана Пьетро Паролином. Он впервые принял участие в заседании Совета Министров.
В феврале 2015 года Филипп VI заявил, что он урежет свою годовую зарплату на 20 % в результате экономического спада в Испании.
В результате парламентских выборов в 2015 году правящая партия не получила достаточно мест, чтобы сформировать правительство. После нескольких месяцев переговоров со многими партийными лидерами, в ночь со 2 на 3 мая 2016 года, был издан королевский указ о роспуске парламента и назначении новых выборов в июне 2016 года. Это произошло в первый раз со времени падения режима Франко и перехода к демократии в 1975 году. Согласно испанской конституции, инициатива роспуска Ко́ртесов принадлежит именно королю, а не премьер-министру.
1 октября 2017 года был проведён непризнанный референдум о независимости Каталонии от Испании. В связи с этим Филипп VI выступил с телевизионным обращением к испанскому народу, в котором осудил проведённый в Каталонии референдум, в том числе указав, что действия местных властей Каталонии могут поставить под угрозу социальную и экономическую стабильность в регионе.

## Военная служба
Дослужился до званий: подполковник (сухопутные войска и ВВС), капитан 2-го ранга (ВМФ). Имеет квалификацию пилота вертолёта армии, авиации и флота. Состоял в 402-й эскадрилье ВВС Испании. Перед вступлением на престол стал генерал-капитаном армии, ВВС и флота.

## Семья
Супруга Филиппа VI — королева Летисия, урождённая Ортис Рокасолано.
1 ноября 2003 года абсолютно неожиданно для всех королевский дворец объявил о грядущей помолвке принца Астурийского Фелипе и журналистки Летисии Ортис Рокасолано.
6 ноября в 12:30 дня состоялась торжественная помолвка. Фелипе подарил невесте обручальное кольцо из белого золота, а Летисия вручила Фелипе запонки из белого золота с сапфирами и книгу классика испанской литературы Мариано Хосе де Ларры «Паж короля Энрике Слабого». Затем Фелипе и Летисия приняли участие в пресс-конференции для 250 журналистов из более чем 10 стран мира.
После помолвки Летисия переехала во дворец Сарсуэла.
Свадьба состоялась 22 мая 2004 года в кафедральном соборе Санта-Мария-ла-Реаль-де-ла-Альмудена в Мадриде. Это была первая королевская свадьба в этом соборе. Венчание транслировалось телевизионными каналами многих стран, и за ним таким образом наблюдали около 1,5 миллиарда человек во всём мире.

### Дети
31 октября 2005 года в клинике Рубер в Мадриде у принцессы и принца Астурийских родилась дочь — Её Королевское Высочество инфанта Леонор. Крестины Леонор состоялись 14 января 2006 года. Крёстными родителями стали король Испании Хуан-Карлос и королева Испании София.
25 сентября 2006 года испанский королевский дворец сообщил, что принц и принцесса Астурийские ждут в 2007 году появления на свет ещё одного ребёнка. Их вторая дочь, инфанта София, появилась на свет 29 апреля 2007 года. Крестины инфанты Софии состоялись 15 июля 2007 года.

## Титулы и обращения
- с 30 января 1968 по 22 января 1977 года — Его Королевское Высочество инфант дон Фелипе Испанский
- c 22 января 1977 по 19 июня 2014 года — Его Королевское Высочество дон Фелипе, принц Астурийский, принц Жиронский, принц Вианский, герцог Монбланский, граф Серверский, сеньор Балагер
- с 19 июня 2014 года — Его Величество король Филипп VI

## Родословная
| Альфонсо XIII | Альфонсо XIII | Альфонсо XIII | Альфонсо XIII | Альфонсо XIII           | Альфонсо XIII           |                         |                         | Виктория Евгения Баттенбергская | Виктория Евгения Баттенбергская | Виктория Евгения Баттенбергская | Виктория Евгения Баттенбергская | Виктория Евгения Баттенбергская | Виктория Евгения Баттенбергская |               |               | Карлос, принц Бурбон-Сицилийский | Карлос, принц Бурбон-Сицилийский | Карлос, принц Бурбон-Сицилийский | Карлос, принц Бурбон-Сицилийский | Карлос, принц Бурбон-Сицилийский         | Карлос, принц Бурбон-Сицилийский         |                                          |                                          | Луиза, принцесса Орлеанская              | Луиза, принцесса Орлеанская              | Луиза, принцесса Орлеанская | Луиза, принцесса Орлеанская | Луиза, принцесса Орлеанская | Луиза, принцесса Орлеанская |  |  | Константин I | Константин I | Константин I | Константин I | Константин I | Константин I |         |         | София Прусская | София Прусская | София Прусская | София Прусская | София Прусская  | София Прусская  |                 |                 | Эрнст Август, герцог Брауншвейгский | Эрнст Август, герцог Брауншвейгский | Эрнст Август, герцог Брауншвейгский | Эрнст Август, герцог Брауншвейгский | Эрнст Август, герцог Брауншвейгский | Эрнст Август, герцог Брауншвейгский |                        |                        | Виктория Луиза Прусская | Виктория Луиза Прусская | Виктория Луиза Прусская | Виктория Луиза Прусская | Виктория Луиза Прусская | Виктория Луиза Прусская |  |  |
| Альфонсо XIII | Альфонсо XIII | Альфонсо XIII | Альфонсо XIII | Альфонсо XIII           | Альфонсо XIII           |                         |                         | Виктория Евгения Баттенбергская | Виктория Евгения Баттенбергская | Виктория Евгения Баттенбергская | Виктория Евгения Баттенбергская | Виктория Евгения Баттенбергская | Виктория Евгения Баттенбергская |               |               | Карлос, принц Бурбон-Сицилийский | Карлос, принц Бурбон-Сицилийский | Карлос, принц Бурбон-Сицилийский | Карлос, принц Бурбон-Сицилийский | Карлос, принц Бурбон-Сицилийский         | Карлос, принц Бурбон-Сицилийский         |                                          |                                          | Луиза, принцесса Орлеанская              | Луиза, принцесса Орлеанская              | Луиза, принцесса Орлеанская | Луиза, принцесса Орлеанская | Луиза, принцесса Орлеанская | Луиза, принцесса Орлеанская |  |  | Константин I | Константин I | Константин I | Константин I | Константин I | Константин I |         |         | София Прусская | София Прусская | София Прусская | София Прусская | София Прусская  | София Прусская  |                 |                 | Эрнст Август, герцог Брауншвейгский | Эрнст Август, герцог Брауншвейгский | Эрнст Август, герцог Брауншвейгский | Эрнст Август, герцог Брауншвейгский | Эрнст Август, герцог Брауншвейгский | Эрнст Август, герцог Брауншвейгский |                        |                        | Виктория Луиза Прусская | Виктория Луиза Прусская | Виктория Луиза Прусская | Виктория Луиза Прусская | Виктория Луиза Прусская | Виктория Луиза Прусская |  |  |
|               |               |               |               |                         |                         |                         |                         |                                 |                                 |                                 |                                 |                                 |                                 |               |               |                                  |                                  |                                  |                                  |                                          |                                          |                                          |                                          |                                          |                                          |                             |                             |                             |                             |  |  |              |              |              |              |              |              |         |         |                |                |                |                |                 |                 |                 |                 |                                     |                                     |                                     |                                     |                                     |                                     |                        |                        |                         |                         |                         |                         |                         |                         |  |  |
|               |               |               |               | Хуан, граф Барселонский | Хуан, граф Барселонский | Хуан, граф Барселонский | Хуан, граф Барселонский | Хуан, граф Барселонский         | Хуан, граф Барселонский         |                                 |                                 |                                 |                                 |               |               |                                  |                                  |                                  |                                  | Мария де лас Мерседес Бурбон-Сицилийская | Мария де лас Мерседес Бурбон-Сицилийская | Мария де лас Мерседес Бурбон-Сицилийская | Мария де лас Мерседес Бурбон-Сицилийская | Мария де лас Мерседес Бурбон-Сицилийская | Мария де лас Мерседес Бурбон-Сицилийская |                             |                             |                             |                             |  |  |              |              |              |              | Павел I      | Павел I      | Павел I | Павел I | Павел I        | Павел I        |                |                |                 |                 |                 |                 |                                     |                                     |                                     |                                     | Фредерика Ганноверская              | Фредерика Ганноверская              | Фредерика Ганноверская | Фредерика Ганноверская | Фредерика Ганноверская  | Фредерика Ганноверская  |                         |                         |                         |                         |  |  |
|               |               |               |               | Хуан, граф Барселонский | Хуан, граф Барселонский | Хуан, граф Барселонский | Хуан, граф Барселонский | Хуан, граф Барселонский         | Хуан, граф Барселонский         |                                 |                                 |                                 |                                 |               |               |                                  |                                  |                                  |                                  | Мария де лас Мерседес Бурбон-Сицилийская | Мария де лас Мерседес Бурбон-Сицилийская | Мария де лас Мерседес Бурбон-Сицилийская | Мария де лас Мерседес Бурбон-Сицилийская | Мария де лас Мерседес Бурбон-Сицилийская | Мария де лас Мерседес Бурбон-Сицилийская |                             |                             |                             |                             |  |  |              |              |              |              | Павел I      | Павел I      | Павел I | Павел I | Павел I        | Павел I        |                |                |                 |                 |                 |                 |                                     |                                     |                                     |                                     | Фредерика Ганноверская              | Фредерика Ганноверская              | Фредерика Ганноверская | Фредерика Ганноверская | Фредерика Ганноверская  | Фредерика Ганноверская  |                         |                         |                         |                         |  |  |
|               |               |               |               |                         |                         |                         |                         |                                 |                                 |                                 |                                 |                                 |                                 |               |               |                                  |                                  |                                  |                                  |                                          |                                          |                                          |                                          |                                          |                                          |                             |                             |                             |                             |  |  |              |              |              |              |              |              |         |         |                |                |                |                |                 |                 |                 |                 |                                     |                                     |                                     |                                     |                                     |                                     |                        |                        |                         |                         |                         |                         |                         |                         |  |  |
|               |               |               |               |                         |                         |                         |                         |                                 |                                 |                                 |                                 | Хуан Карлос I                   | Хуан Карлос I                   | Хуан Карлос I | Хуан Карлос I | Хуан Карлос I                    | Хуан Карлос I                    |                                  |                                  |                                          |                                          |                                          |                                          |                                          |                                          |                             |                             |                             |                             |  |  |              |              |              |              |              |              |         |         |                |                |                |                | София Греческая | София Греческая | София Греческая | София Греческая | София Греческая                     | София Греческая                     |                                     |                                     |                                     |                                     |                        |                        |                         |                         |                         |                         |                         |                         |  |  |
|               |               |               |               |                         |                         |                         |                         |                                 |                                 |                                 |                                 | Хуан Карлос I                   | Хуан Карлос I                   | Хуан Карлос I | Хуан Карлос I | Хуан Карлос I                    | Хуан Карлос I                    |                                  |                                  |                                          |                                          |                                          |                                          |                                          |                                          |                             |                             |                             |                             |  |  |              |              |              |              |              |              |         |         |                |                |                |                | София Греческая | София Греческая | София Греческая | София Греческая | София Греческая                     | София Греческая                     |                                     |                                     |                                     |                                     |                        |                        |                         |                         |                         |                         |                         |                         |  |  |
|               |               |               |               |                         |                         |                         |                         |                                 |                                 |                                 |                                 |                                 |                                 |               |               |                                  |                                  |                                  |                                  |                                          |                                          |                                          |                                          |                                          |                                          |                             |                             |                             |                             |  |  |              |              |              |              |              |              |         |         |                |                |                |                |                 |                 |                 |                 |                                     |                                     |                                     |                                     |                                     |                                     |                        |                        |                         |                         |                         |                         |                         |                         |  |  |
|               |               |               |               |                         |                         |                         |                         |                                 |                                 |                                 |                                 |                                 |                                 |               |               |                                  |                                  |                                  |                                  |                                          |                                          |                                          |                                          |                                          |                                          |                             |                             | Филипп VI                   |                             |  |  |              |              |              |              |              |              |         |         |                |                |                |                |                 |                 |                 |                 |                                     |                                     |                                     |                                     |                                     |                                     |                        |                        |                         |                         |                         |                         |                         |                         |  |  |

## Награды
Награды Испании
| Страна  | Дата                        | Награда                                                                 | Награда                                                                 | Литеры |
| ------- | --------------------------- | ----------------------------------------------------------------------- | ----------------------------------------------------------------------- | ------ |
| Испания | 19 июня 2014                | Суверен                                                                 | Орден Золотого руна                                                     |        |
| Испания | 3 мая 1981—19 июня 2014     | Кавалер                                                                 | Орден Золотого руна                                                     |        |
| Испания | 19 июня 2014                | Суверен                                                                 | Королевский Достопочтенный орден Карлоса III                            |        |
| Испания | 24 января 1986—19 июня 2014 | Кавалер орденской цепи                                                  | Королевский Достопочтенный орден Карлоса III                            |        |
| Испания | 19 июня 2014                | Суверен ордена Изабеллы Католической                                    | Суверен ордена Изабеллы Католической                                    |        |
| Испания | 19 июня 2014                | Суверен Королевского военного ордена Сан-Фернандо                       | Суверен Королевского военного ордена Сан-Фернандо                       |        |
| Испания | 19 июня 2014                | Суверен                                                                 | Королевский военный орден Святого Херменегильдо                         |        |
| Испания | 30 апреля 1999—19 июня 2014 | Кавалер Большого креста                                                 | Королевский военный орден Святого Херменегильдо                         |        |
| Испания | 19 июня 2014                | Суверен                                                                 | Орден Монтесы                                                           |        |
| Испания | ?—19 июня 2014              | Кавалер                                                                 | Орден Монтесы                                                           |        |
| Испания | 19 июня 2014                | Суверен                                                                 | Орден Алькантара                                                        |        |
| Испания | ?—19 июня 2014              | Кавалер                                                                 | Орден Алькантара                                                        |        |
| Испания | 19 июня 2014                | Суверен                                                                 | Орден Калатравы                                                         |        |
| Испания | ?—19 июня 2014              | Кавалер                                                                 | Орден Калатравы                                                         |        |
| Испания | 19 июня 2014                | Суверен                                                                 | Орден Сантьяго                                                          |        |
| Испания | ?—19 июня 2014              | Кавалер                                                                 | Орден Сантьяго                                                          |        |
| Испания | 19 июня 2014                | Суверен ордена Королевы Марии Луизы                                     | Суверен ордена Королевы Марии Луизы                                     |        |
| Испания | 7 июля 1986                 | Кавалер Большого креста ордена Военных заслуг белого дивизиона          | Кавалер Большого креста ордена Военных заслуг белого дивизиона          |        |
| Испания | 13 июля 1987                | Кавалер Большого креста ордена Военно-морских заслуг белого дивизиона   | Кавалер Большого креста ордена Военно-морских заслуг белого дивизиона   |        |
| Испания | 4 июля 1988                 | Кавалер Большого креста ордена Военно-воздушных заслуг белого дивизиона | Кавалер Большого креста ордена Военно-воздушных заслуг белого дивизиона |        |

Награды иностранных государств
| Страна                   | Дата вручения                  | Награда                                                                   | Награда                                                                   | Литеры  |
| ------------------------ | ------------------------------ | ------------------------------------------------------------------------- | ------------------------------------------------------------------------- | ------- |
| Нидерланды               | 8 октября 1985—                | Кавалер Большого креста ордена Оранских-Нассау                            | Кавалер Большого креста ордена Оранских-Нассау                            |         |
| Доминиканская Республика | 24 апреля 1987—                | Кавалер Большого креста ордена Христофора Колумба                         | Кавалер Большого креста ордена Христофора Колумба                         |         |
| Великобритания           | 17 октября 1988—               | Кавалер Большого креста Королевского Викторианского ордена                | Кавалер Большого креста Королевского Викторианского ордена                | GCVO    |
| Португалия               | 13 октября 1988—               | Кавалер Большого креста ордена Христа                                     | Кавалер Большого креста ордена Христа                                     | GCC     |
| Таиланд                  | 2 июля 1989—                   | Кавалеры Большой ленты ордена Белого слона                                | Кавалеры Большой ленты ордена Белого слона                                |         |
| Португалия               | 10 мая 1991—                   | Кавалер Большого креста ордена Ависа                                      | Кавалер Большого креста ордена Ависа                                      | GCCA    |
| Швеция                   | 17 декабря 1991—               | Рыцарь ордена Серафимов                                                   | Рыцарь ордена Серафимов                                                   | LSerafO |
| Бельгия                  | 19 сентября 1994—              | Кавалер Большого креста ордена Леопольда I                                | Кавалер Большого креста ордена Леопольда I                                |         |
| Филиппины                | 2 апреля 1995—                 | Великий командор ордена Сикатуна                                          | Великий командор ордена Сикатуна                                          |         |
| Норвегия                 | 25 апреля 1995                 | Кавалер Большого креста ордена Святого Олафа                              | Кавалер Большого креста ордена Святого Олафа                              |         |
| Сальвадор                | 10 марта 1997—                 | Кавалер Большого креста с серебряной звездой Ордена Хосе Матиаса Дельгадо | Кавалер Большого креста с серебряной звездой Ордена Хосе Матиаса Дельгадо |         |
| Австрия                  | 2 июня 1997—                   | Большая звезда Почёта За заслуги перед Австрийской Республикой            | Большая звезда Почёта За заслуги перед Австрийской Республикой            |         |
| Панама                   | 19 октября 1998—               | Кавалер Большого креста ордена Васко Нуньеса де Бальбоа                   | Кавалер Большого креста ордена Васко Нуньеса де Бальбоа                   |         |
| Иордания                 | 20 октября 1999—               | Большая звезда ордена Возрождения                                         | Большая звезда ордена Возрождения                                         |         |
| Люксембург               | 7 мая 2001—                    | Кавалер Большого креста ордена Адольфа Нассау                             | Кавалер Большого креста ордена Адольфа Нассау                             |         |
| Эквадор                  | 9 июля 2001—                   | Кавалер Большого креста ордена Сан-Лоренсо                                | Кавалер Большого креста ордена Сан-Лоренсо                                |         |
| Греция                   | 25 сентября 2001—              | Кавалер Большого креста ордена Спасителя                                  | Кавалер Большого креста ордена Спасителя                                  |         |
| Россия                   | 2002—                          | Медаль «В память 850-летия Москвы»                                        | Медаль «В память 850-летия Москвы»                                        |         |
| Польша                   | 26 сентября 2003—              | Кавалер Большого креста ордена «За заслуги перед Республикой Польша»      | Кавалер Большого креста ордена «За заслуги перед Республикой Польша»      |         |
| Латвия                   | 16 октября 2004—               | Кавалер Большого креста ордена Трёх звёзд                                 | Кавалер Большого креста ордена Трёх звёзд                                 |         |
| Венгрия                  | 31 января 2005—                | Кавалер Большого креста ордена Заслуг гражданского дивизиона              | Кавалер Большого креста ордена Заслуг гражданского дивизиона              |         |
| Эстония                  | 7 июля 2007—                   | Орден Креста земли Марии 1 класса                                         | Орден Креста земли Марии 1 класса                                         |         |
| Филиппины                | 3 декабря 2007—                | Кавалер Большого креста ордена Лакандула                                  | Кавалер Большого креста ордена Лакандула                                  |         |
| Румыния                  | 26 ноября 2007—                | Кавалер Большого креста ордена Звезды Румынии                             | Кавалер Большого креста ордена Звезды Румынии                             |         |
| Аргентина                | 9 февраля 2009—                | Кавалер Большого креста ордена Мая                                        | Кавалер Большого креста ордена Мая                                        |         |
| Франция                  | 27 апреля 2009—                | Кавалер Большого креста ордена Почётного легиона                          | Кавалер Большого креста ордена Почётного легиона                          |         |
| Ливан                    | 19 октября 2009—               | Кавалер Большой ленты ордена Заслуг                                       | Кавалер Большой ленты ордена Заслуг                                       |         |
| Марокко                  | 15 июля 2014—                  | Специальная степень ордена Мухамадийя                                     | Специальная степень ордена Мухамадийя                                     |         |
| Чили                     | 1 ноября 2014—                 | Кавалер цепи                                                              | ордена Заслуг                                                             |         |
| Чили                     | 4 июня 2001—1 ноября 2014      | Кавалер Большого креста                                                   | ордена Заслуг                                                             |         |
| Колумбия                 | 2 марта 2015—                  | Кавалер орденской цепи Бояки                                              | Кавалер орденской цепи Бояки                                              |         |
| Мексика                  | 26 июня 2015—                  | Кавалер цепи                                                              | ордена Ацтекского орла                                                    |         |
| Мексика                  | 25 января 1996—26 июня 2015    | Кавалер Большого креста                                                   | ордена Ацтекского орла                                                    |         |
| Перу                     | 7 июля 2015—                   | Кавалер цепи                                                              | ордена Солнца Перу                                                        |         |
| Перу                     | 5 июля 2004—7 июля 2015        | Кавалер Большого креста                                                   | ордена Солнца Перу                                                        |         |
| Португалия               | 28 ноября 2016—                | Кавалер Большой цепи                                                      | ордена Башни и Меча                                                       | GColTE  |
| Португалия               | 18 июня 2007—28 ноября 2016    | Кавалер Большого креста                                                   | ордена Башни и Меча                                                       | GCTE    |
| Португалия               | 12 апреля 1997—18 июня 2007    | Великий офицер                                                            | ордена Башни и Меча                                                       | GOTE    |
| Саудовская Аравия        | 15 января 2017—                | Кавалер орденской цепи короля Абдель-Азиза                                | Кавалер орденской цепи короля Абдель-Азиза                                |         |
| Аргентина                | 22 февраля 2017—               | Кавалер орденской цепи Освободителя Сан-Мартина                           | Кавалер орденской цепи Освободителя Сан-Мартина                           |         |
| Япония                   | 31 марта 2017 —                | Кавалер цепи Высшего ордена Хризантемы                                    | Кавалер цепи Высшего ордена Хризантемы                                    |         |
| Англия                   | 12 июля 2017 —                 | Рыцарь ордена Подвязки                                                    | Рыцарь ордена Подвязки                                                    | KG      |
| Португалия               | 16 апреля 2018—                | Кавалер Большой цепи ордена Свободы                                       | Кавалер Большой цепи ордена Свободы                                       | GColL   |
| Гондурас                 | 27 октября 2018 —              | Кавалер Большого креста с Золотой звездой ордена Франсиско Морасана       | Кавалер Большого креста с Золотой звездой ордена Франсиско Морасана       |         |
| Перу                     | 12 ноября 2018 —               | Кавалер цепи ордена Заслуг                                                | Кавалер цепи ордена Заслуг                                                |         |
| Республика Корея         | 15 июня 2021 —                 | Кавалер большого ордена «Мугунхва»                                        | Кавалер большого ордена «Мугунхва»                                        |         |
| Италия                   | 25 октября 2021—               | Кавалер Большого креста декорированного лентой                            | ордена «За заслуги перед Итальянской Республикой»                         |         |
| Италия                   | 27 июня 1996—25 октября 2021   | Кавалер Большого креста                                                   | ордена «За заслуги перед Итальянской Республикой»                         |         |
| Ватикан                  | 1 апреля 2022 —                | Рыцарь Цепи ордена Святого Гроба Господнего Иерусалимского                | Рыцарь Цепи ордена Святого Гроба Господнего Иерусалимского                |         |
| Германия                 | 17 октября 2022—               | Кавалер Большого креста специального класса                               | ордена «За заслуги перед Федеративной Республикой Германия»               |         |
| Германия                 | 11 ноября 2002—17 октября 2022 | Кавалер Большого креста                                                   | ордена «За заслуги перед Федеративной Республикой Германия»               |         |
| Ангола                   | 7 февраля 2023 —               | Кавалер Цепи ордена Агостиньо Нето                                        | Кавалер Цепи ордена Агостиньо Нето                                        |         |
| Дания                    | 6 ноября 2023 —                | Рыцарь ордена Слона                                                       | Рыцарь ордена Слона                                                       | RE      |

## Факты
- Филипп VI (как и его предшественник Хуан Карлос I) является радиолюбителем-коротковолновиком, его позывной EF0F[29].